# Sec-بوتیل استات
سک-بوتیل استات (به انگلیسی: Sec-Butyl acetate) با فرمول شیمیایی C6H12O2 یک ترکیب شیمیایی با شناسه پاب‌کم 7758 است. که جرم مولی آن 116.16 g/mol می‌باشد. شکل ظاهری این ترکیب، مایع است.